# Tadeusz Synowiec
Tadeusz Synowiec (ur. 11 listopada 1889 w Świątnikach Górnych, zm. 7 listopada 1960 w Kędzierzynie) – polski piłkarz, grający jako pomocnik oraz napastnik, trener piłkarski, dziennikarz sportowy.
Tadeusz Synowiec był absolwentem wydziału filologii Uniwersytetu Jagiellońskiego. Był wychowankiem klubu RKS Rudawa, w latach (1909–1924) grał w Cracovii. Przeszedł do historii jako pierwszy kapitan reprezentacji Polski podczas meczu z Węgrami w 1921 roku. Jako kapitan grał również w klubie. W Cracovii zagrał 318 meczów. Po zakończeniu kariery został trenerem i dziennikarzem (był redaktorem odpowiedzialnym do 1925 roku, czyli do przeniesienia redakcji Przeglądu Sportowego z Krakowa do Warszawy). 30 sierpnia 1925 objął stanowisko selekcjonera reprezentacji Polski pełniąc je do 19 czerwca 1927 roku. Na stanowisku selekcjonera zastąpił go Tadeusz Kuchar.  Pochowany na cmentarzu Rakowickim w Krakowie.

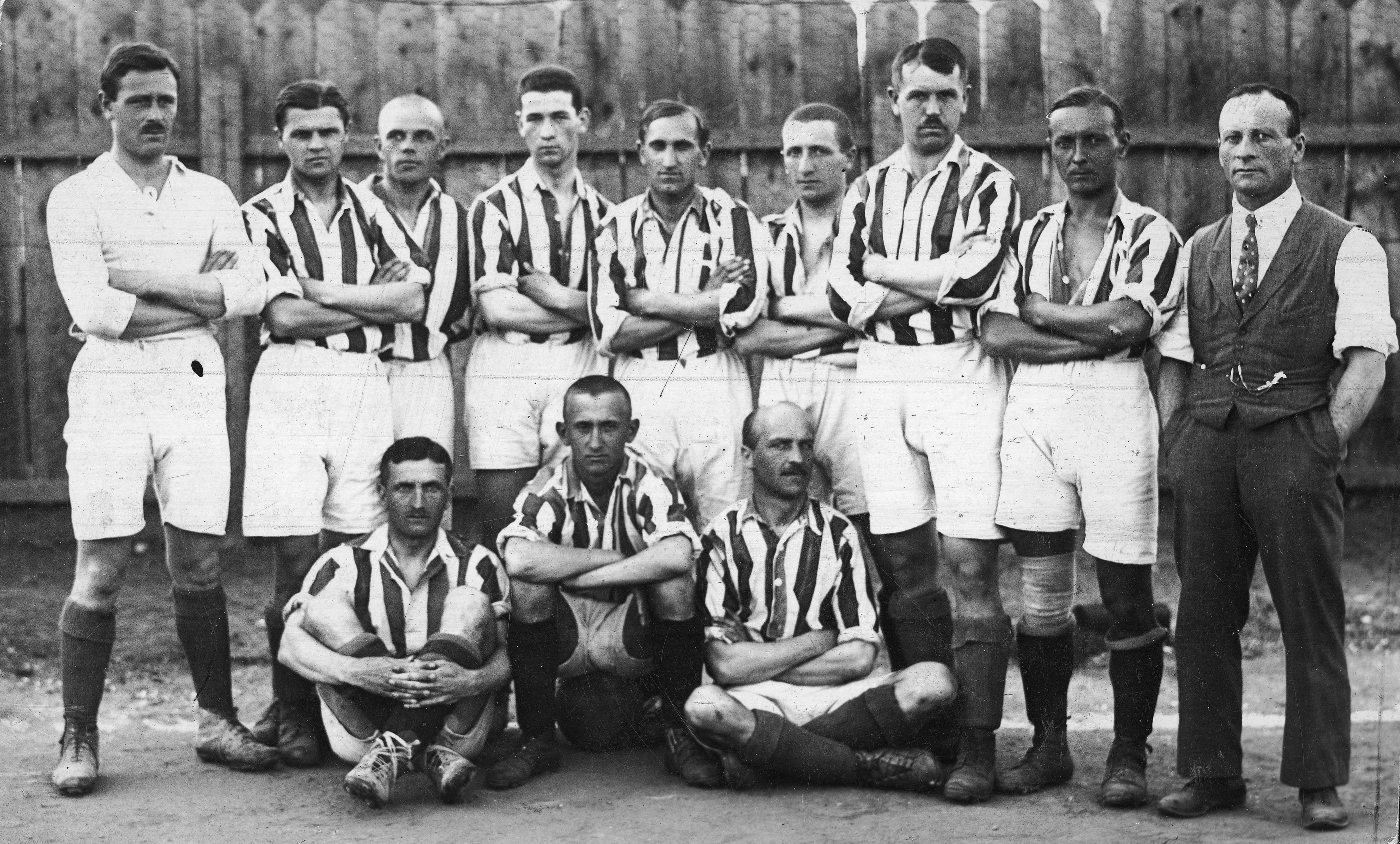
Cracovia, mistrz Polski z 1921 r., Synowiec siedzi pierwszy od prawej
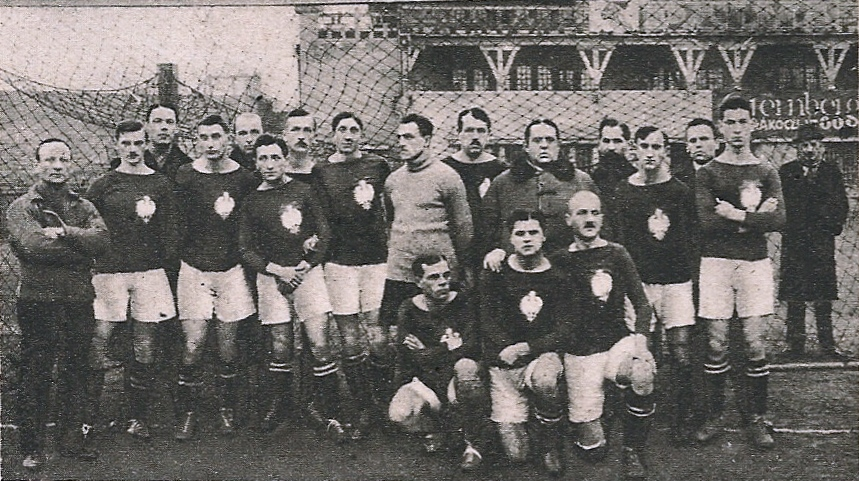
Reprezentacja Polski przed meczem z Węgrami w 1921 r., Synowiec klęczy pierwszy od prawej
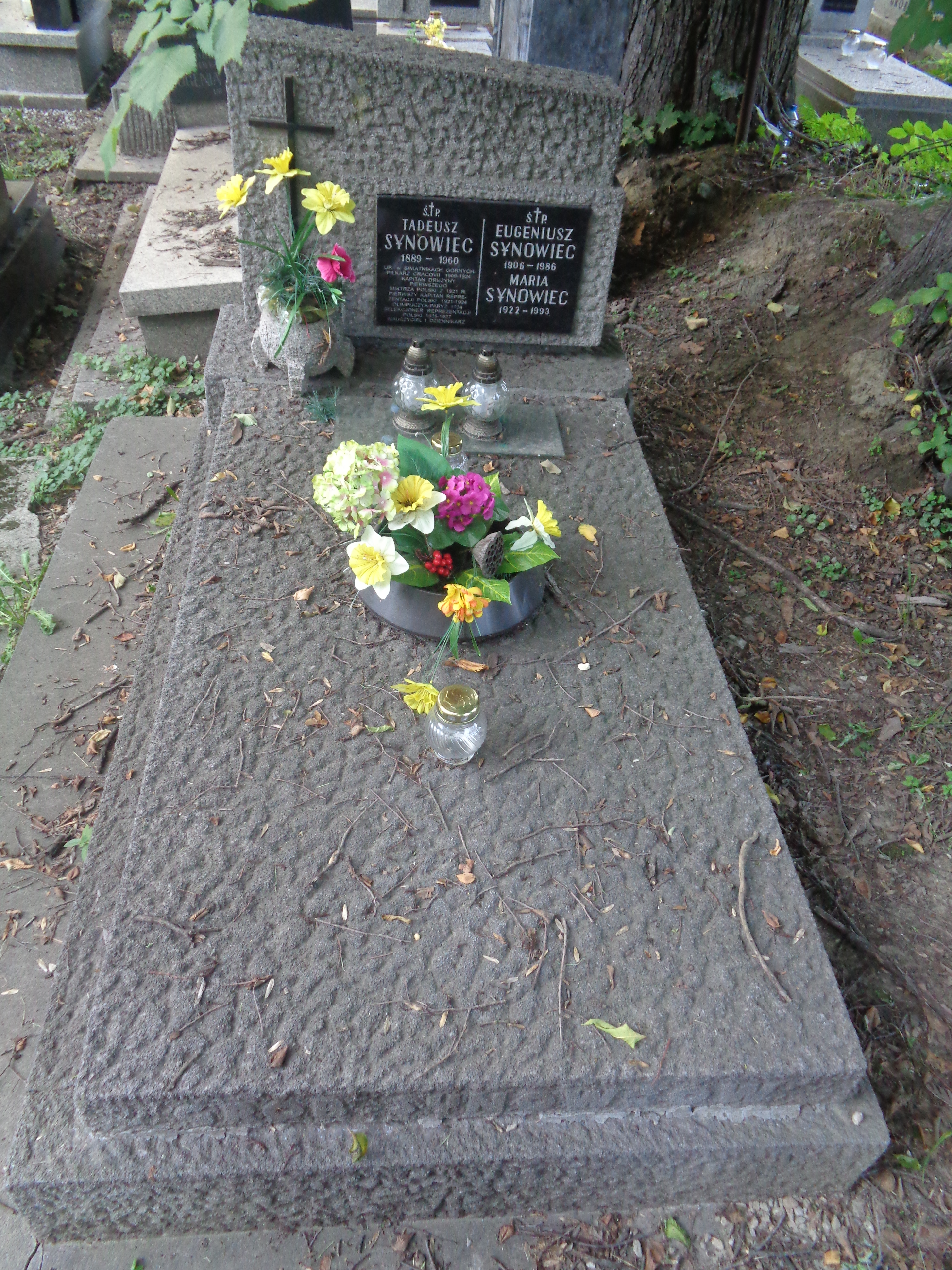
Grób Tadeusza Synowca na cmentarzu Rakowickim

## Ordery i odznaczenia
- Srebrny Krzyż Zasługi (19 marca 1931)[2]